# Омелянівка (Коростенський район)
Омеля́нівка — село в Україні, у Чоповицькій селищній громаді Коростенського району Житомирської області. Населення — 10 осіб.

## Історія
Перша згадка про село датується XVII століттям. У 1887 році в селі налічувалося 112 жителів, станом на 1989 рік населення села становило 25 осіб. У 1986 році село постраждало від Чорнобильської катастрофи, через рівень забруднення місцеві жителі отримували екологічну надбавку.
Село розташоване поблизу лісу, має орні землі площею близько 30 га та два поля по 50 га на відстані близько 500 м через ліс.
На території села існують родові помістя, триває будівництво, планується використання сільського поля на 30 га.